# Eurycorypha brunneri
Eurycorypha brunneri är en insektsart som beskrevs av Brancsik 1893. Eurycorypha brunneri ingår i släktet Eurycorypha och familjen vårtbitare. Inga underarter finns listade i Catalogue of Life.